# Raymond Flynn
Raymond Leo "Ray" Flynn, född 22 juli 1939 i Boston, Massachusetts, är en amerikansk demokratisk politiker och diplomat. Han var borgmästare i Boston 1984–1993 och USA:s ambassadör vid Heliga stolen 1993–1997.
Flynn utexaminerades 1963 från Providence College och tjänstgjorde sedan i USA:s armé. Han var ledamot av Massachusetts representanthus 1971–1978. År 1981 avlade han masterexamen i pedagogik vid Harvard University. Han vann tre borgmästarval innan han år 1993 avgick för att tillträda som ambassadör i Vatikanstaten, ett ämbete han innehade i fyra år. År 1998 kandiderade han utan framgång till USA:s representanthus.